# 26 de outubro
26 de outubro é o 299.º dia do ano no calendário gregoriano (300.º em anos bissextos). Faltam 66 dias para acabar o ano.

## Eventos históricos

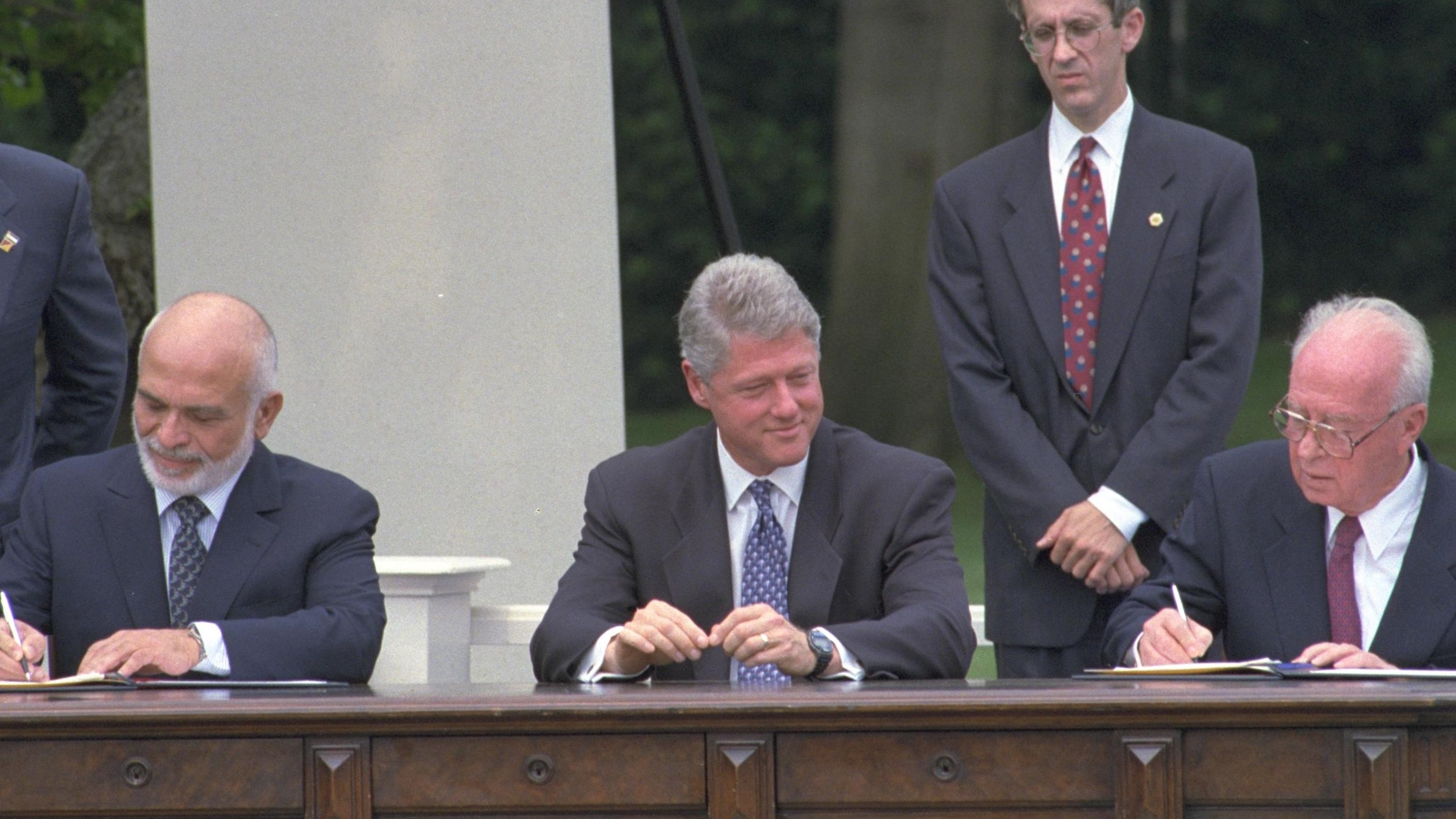
1994: Tratado de paz Israel-Jordânia

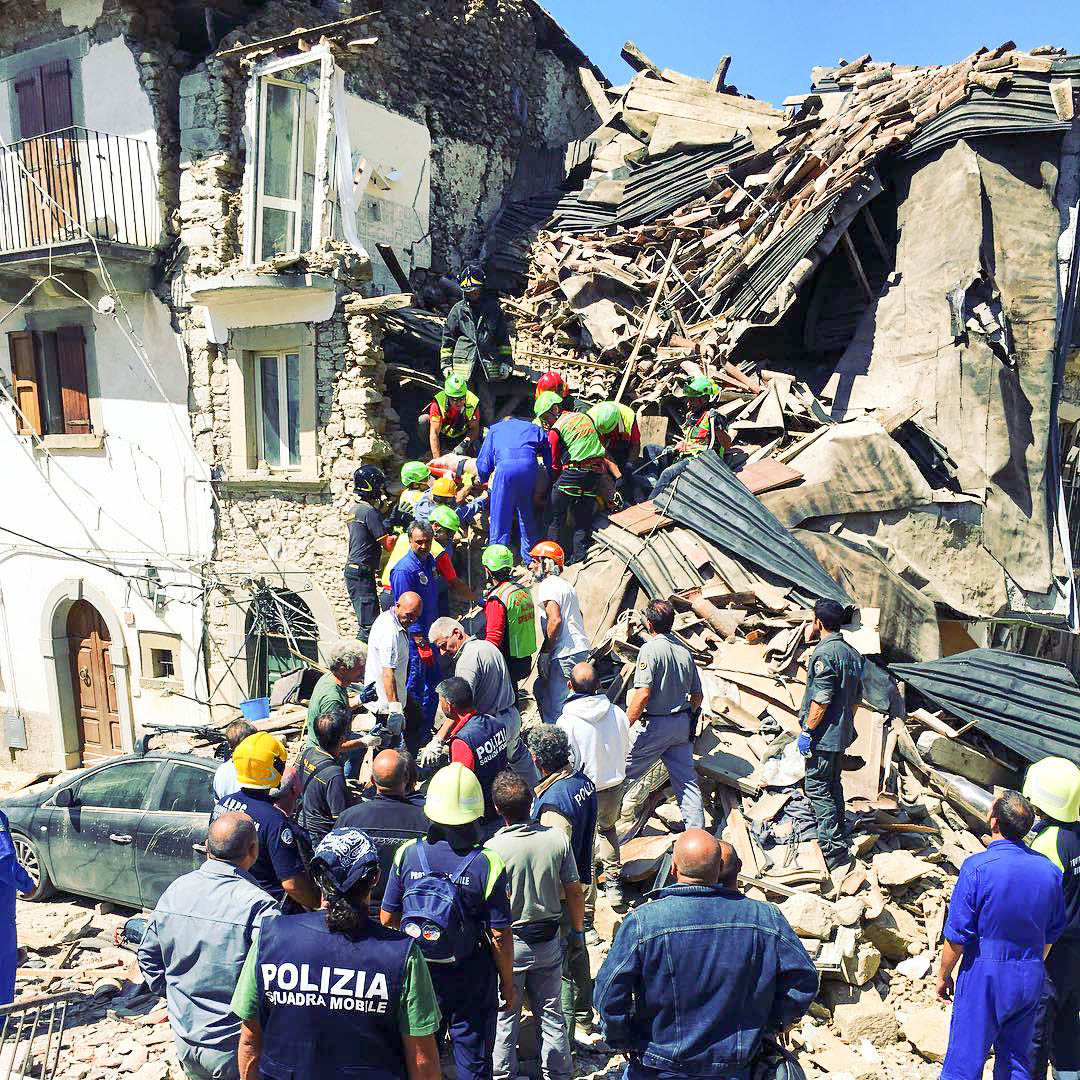
2016: Sismos na Itália de outubro de 2016

- 1185 — A Revolta de Asen e Pedro começa no dia da festa de São Demétrio de Thessaloniki e termina com a criação do Segundo Império Búlgaro.
- 1341 — A Guerra civil bizantina de 1341–1347 começa formalmente com a proclamação de João VI Cantacuzeno como imperador bizantino.
- 1377 — Tvrtko I é coroado o primeiro rei da Bósnia.
- 1520 — Carlos V é coroado Imperador Romano-Germânico.
- 1597 — Guerra de Imjin: o almirante coreano Yi Sun-sin com apenas 13 navios derrota a Marinha japonesa de 300 navios na Batalha de Myeongnyang.
- 1640 — Assinado o Tratado de Ripon, restaurando a paz entre a Escócia Covenanter e o rei Carlos I da Inglaterra.
- 1689 — O general Enea Silvio Piccolomini da Áustria incendeia Skopje para evitar a propagação da cólera; ele morre da doença logo depois.
- 1774 — O primeiro Congresso Continental é suspenso na Filadélfia.
- 1825 — O Canal de Erie é aberto, permitindo a passagem direta do rio Hudson para o lago Erie.
- 1826 — A França reconhece a independência do Brasil.
- 1860 — Unificação da Itália: A Expedição dos Mil termina quando Giuseppe Garibaldi apresenta suas conquistas ao rei Vítor Emanuel da Sardenha.
- 1863 — Fundação da Associação de Futebol em Londres.
- 1905 — O rei Óscar II reconhece a dissolução da união entre a Noruega e a Suécia.
- 1912 — Primeira Guerra Balcânica: os otomanos perdem as cidades de Salonica e Escópia.
- 1917
  - Criação da Bolsa de Mercadorias de São Paulo (BMSP), que em 1991 funde suas atividades com a Bolsa de Mercadorias & Futuros (BM&F).
  - Primeira Guerra Mundial: o Brasil declara guerra às Potências Centrais.
- 1918 — Erich Ludendorff, intendente geral do Exército Imperial Alemão, é demitido pelo imperador Guilherme II por se recusar a cooperar nas negociações de paz.
- 1942 — Segunda Guerra Mundial: na Batalha das Ilhas Santa Cruz durante a Campanha de Guadalcanal, um porta-aviões dos Estados Unidos é afundado e outro é danificado; do lado japonês, dois porta-aviões e um cruzador são avariados.
- 1943 — Segunda Guerra Mundial: primeiro voo do Dornier Do 335 "Pfeil".
- 1944 — Segunda Guerra Mundial: a Batalha do Golfo de Leyte termina com uma esmagadora vitória americana.
- 1955 — Ngô Đình Diệm proclama-se presidente da recém-criada República do Vietnã.
- 1956 — Tropas do Pacto de Varsóvia invadem a Hungria.
- 1958 — Pan Am começa a operar com Boeings 707 no trajeto Nova Iorque-Paris.
- 1967 — Mohammad Reza Pahlavi se coroa imperador do Irã.
- 1968 — O cosmonauta soviético Georgy Beregovoy pilota a Soyuz 3 no espaço para uma missão de quatro dias.
- 1989 — O voo 204 da China Airlines cai após a decolagem do aeroporto de Hualien, em Taiwan, matando todas as 54 pessoas a bordo.[1]
- 1991 — Três meses após o final da Guerra dos Dez Dias, o último soldado do Exército Popular Iugoslavo deixa o território da República da Eslovênia.
- 1994 — Jordânia e Israel assinam um tratado de paz.
- 1997 — A crise chega ao Brasil: Bovespa fecha com queda de 14,9%, a maior desde 1990.
- 1998
  - Equador conclui acordo de paz com o Peru em torno da questão das fronteiras dos dois países (veja História do Equador).
  - Netscape declara que a base de código antiga do Communicator será descartada no suíte Mozilla.
- 1999 — A Câmara dos Lordes da Grã-Bretanha vota pelo fim do direito de pares hereditários de votar na câmara alta do Parlamento da Grã-Bretanha.
- 2000 — Lançada a versão americana do videogame PlayStation 2.
- 2001 — Os Estados Unidos aprovam a Lei Patriótica.
- 2002 — Aproximadamente 50 terroristas chechenos e 150 reféns morrem quando tropas das forças especiais russas atacam o prédio do teatro em Moscou, que havia sido ocupado pelos terroristas durante uma apresentação musical três dias antes.
- 2004
  - Conclusão da venda da empresa AT&T Wireless à Cingular Wireless, criando a maior operadora de telefone celular dos Estados Unidos.
  - Segunda passagem da sonda Cassini por Titã.
  - Lançamento do jogo Grand Theft Auto: San Andreas, o jogo mais vendido do console de vídeo-game PlayStation 2.
- 2009
  - O serviço de hospedagem de sites GeoCities encerra suas atividades.
  - Toma posse em Portugal o XVIII Governo Constitucional, o segundo governo, desta vez minoritário, do Partido Socialista chefiado pelo primeiro-ministro José Sócrates.
- 2012 — Lançamento do Windows 8.
- 2014 — Dilma Rousseff é reeleita presidente do Brasil no segundo turno das eleições presidenciais.
- 2015 — Um sismo de magnitude 7,5 na cordilheira Hindu Kush, no nordeste do Afeganistão, mata 398 pessoas e deixa 2 536 feridas.
- 2016 — Um sismo de magnitude 6,6 atinge a região central da Itália.
- 2019
  - Toma posse em Portugal o XXII Governo Constitucional, o segundo governo de maioria relativa do Partido Socialista chefiado pelo primeiro-ministro António Costa.
  - Abu Bakr al-Baghdadi, líder do Estado Islâmico do Iraque e do Levante, comete suicídio durante operação militar dos Estados Unidos em Idlib, na Síria.[2]

## Nascimentos

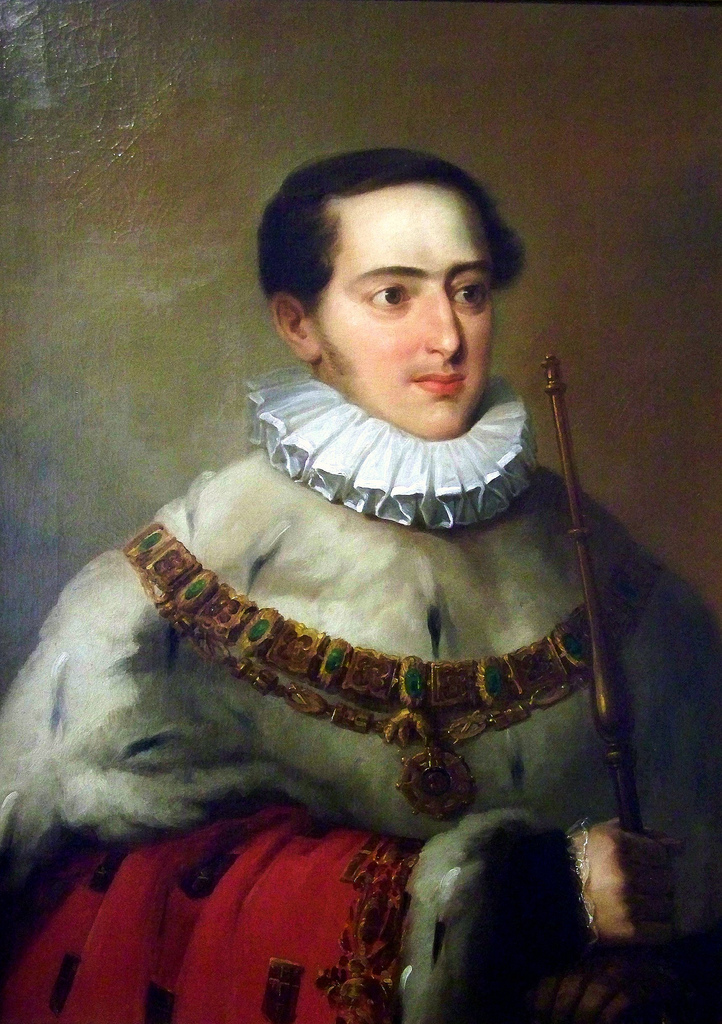
Miguel I de Portugal

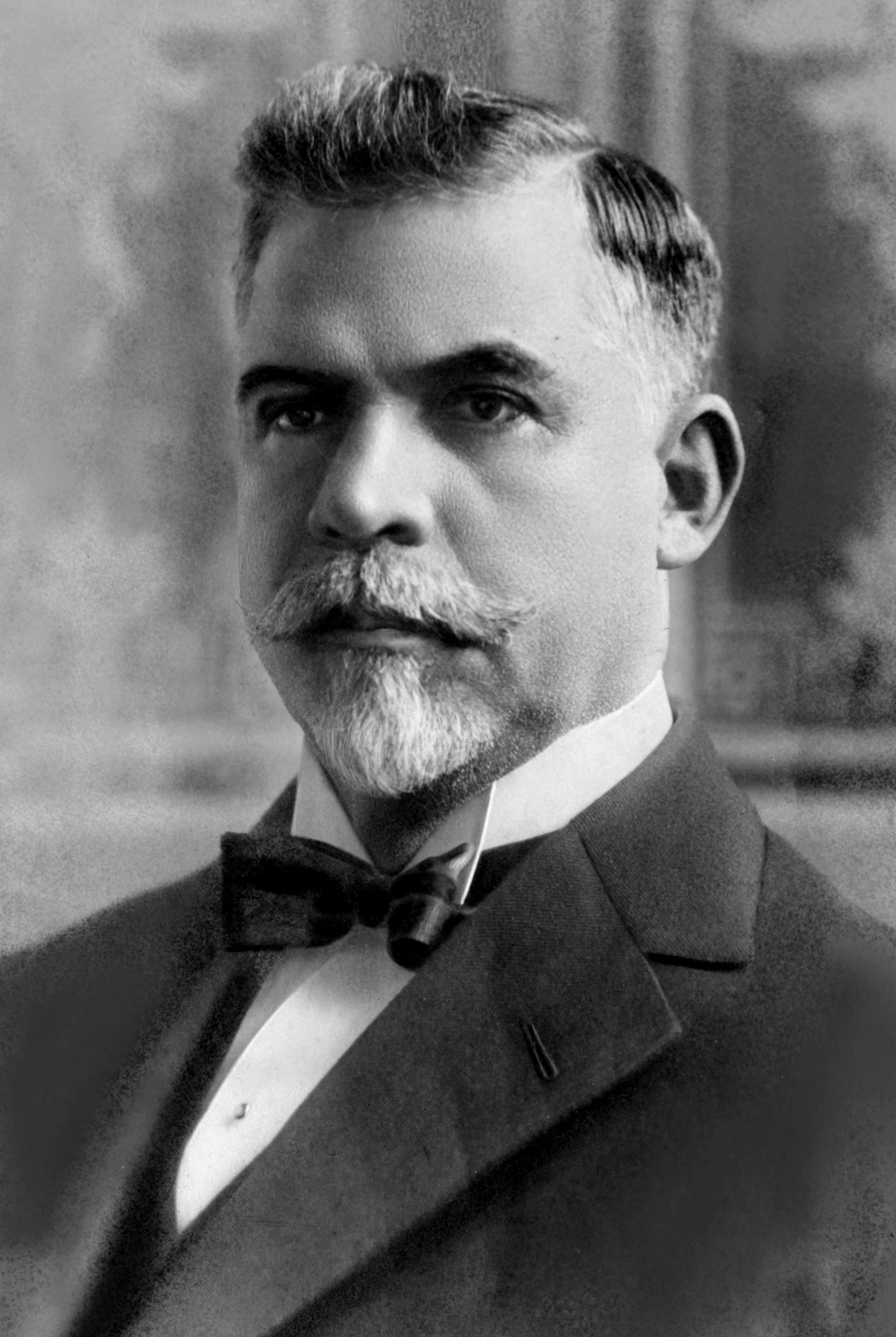
Washington Luís

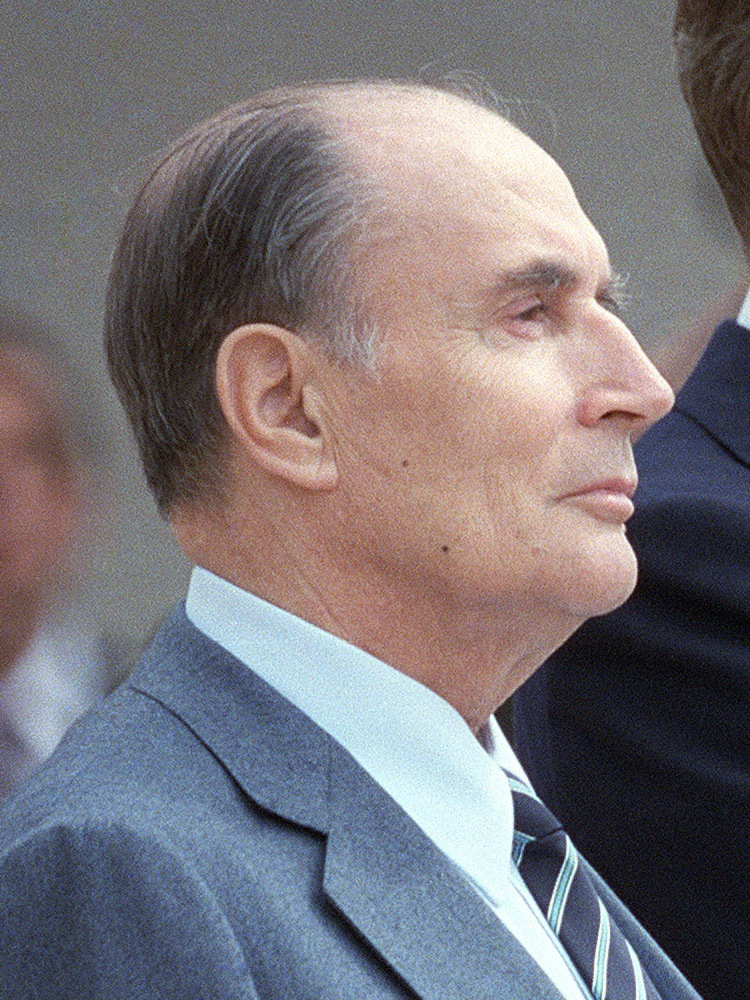
François Mitterrand

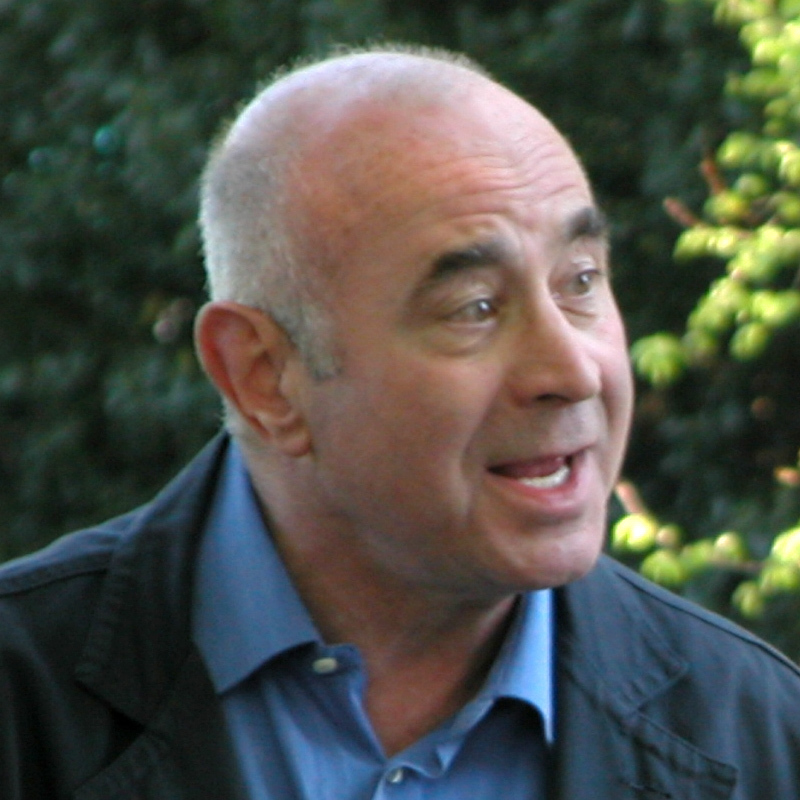
Bob Hoskins

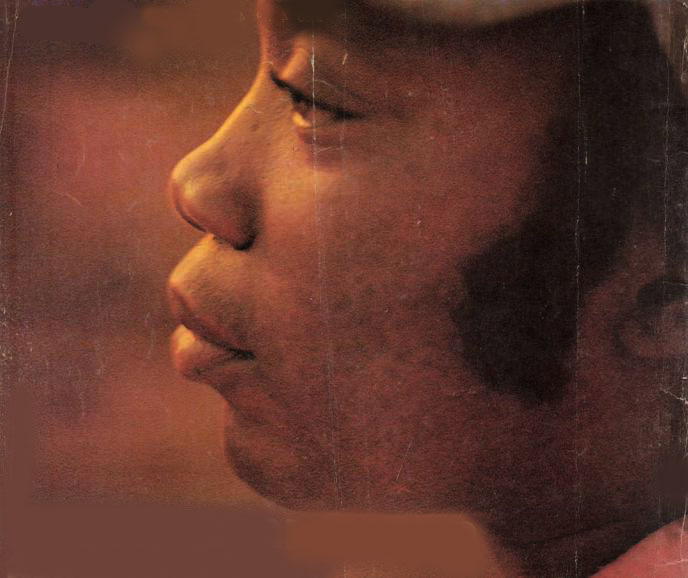
Milton Nascimento

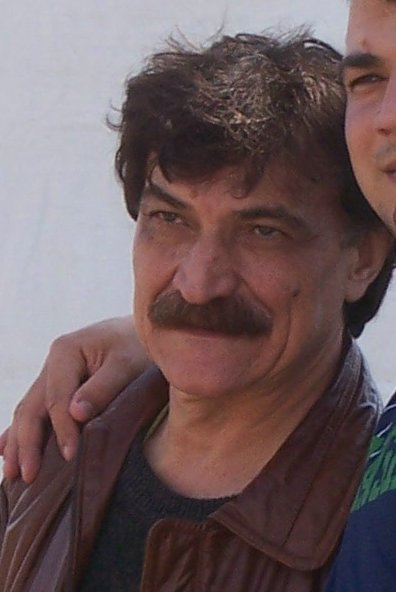
Belchior

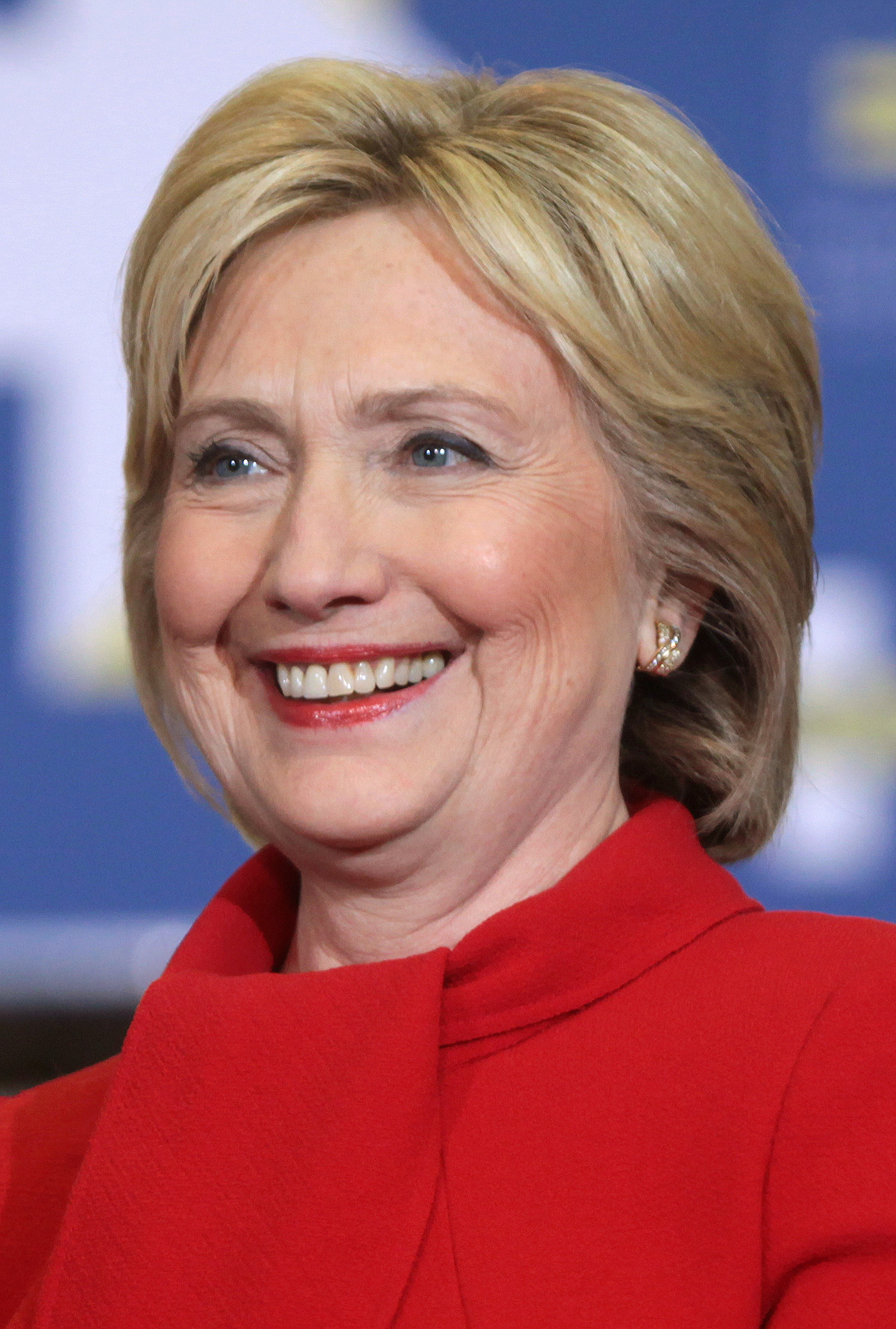
Hillary Clinton

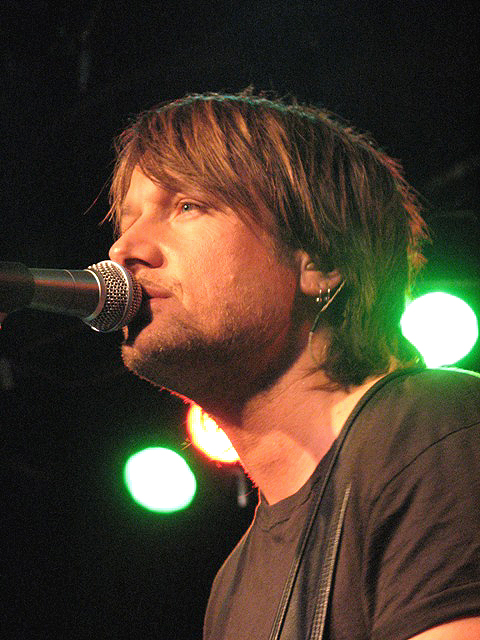
Keith Urban

### Anterior ao século XIX
- 1491 — Zhengde, imperador chinês (m. 1521).
- 1645 — Aert de Gelder, pintor neerlandês (m. 1727).
- 1657 — Filipe, Duque de Saxe-Merseburgo-Lauchstädt (m. 1690).
- 1685 — Domenico Scarlatti, compositor barroco italiano (m. 1757).
- 1739 — Jean-Paul-François de Noailles, cientista francês (m. 1824).
- 1759 — Georges Jacques Danton, político francês (m. 1794).

### Século XIX
- 1802 — Miguel I de Portugal (m. 1866).
- 1807 — Barbu Catargiu, político romeno (m. 1862).
- 1818 — Tomás da Anunciação, pintor português (m. 1879).
- 1825 — Iwakura Tomomi, político japonês (m. 1883).
- 1833 — Adelaide Phillips, contralto norte-americana (m. 1882).
- 1846 — Lewis Boss, astrônomo norte-americano (m. 1912).
- 1847 — Karl Penka, etnólogo e linguista austríaco (m. 1912).
- 1849 — Ferdinand Georg Frobenius, matemático alemão (m. 1917).
- 1852 — Jean-Eugène Buland, pintor francês (m. 1926).
- 1856 — Carlos Herrera y Luna, político guatemalteco (m. 1930).
- 1865 — Benjamin Guggenheim, empresário norte-americano (m. 1912).
- 1866 — Ignacy Daszyński, político e jornalista polonês (m. 1936).
- 1869 — Washington Luís, advogado e político brasileiro, 13.° presidente do Brasil (m. 1957).
- 1871
  - Guillermo Kahlo, pintor teuto-mexicano (m. 1941).
  - Joaquín Chapaprieta, político espanhol (m. 1951).
- 1873 — Thorvald Stauning, político dinamarquês (m. 1942).
- 1876 — H. B. Warner, ator britânico (m. 1958).
- 1878 — José Moscardó, militar espanhol (m. 1956).
- 1880 — Andrei Biéli, escritor, filósofo e crítico literário russo (m. 1934).
- 1883
  - Napoleon Hill, filósofo e escritor estadunidense (m. 1970).
  - Paul Pilgrim, atleta estadunidense (m. 1958).
- 1892 — Jan Łazarski, ciclista polonês (m. 1968).
- 1894 — Murilo Araújo, poeta brasileiro (m. 1980).
- 1897 — James Leonard Brierley Smith, ictiólogo sul-africano (m. 1968).
- 1900
  - Mark Sandrich, cineasta estadunidense (m. 1945).
  - Ibrahim Abboud, político e militar sudanês (m. 1983).
  - Pierre Braine, futebolista belga (m. 1951).

### Século XX

#### 1901—1950
- 1903 — Zoilo Saldombide, futebolista uruguaio (m. 1981).
- 1905 — George Bernard Flahiff, cardeal canadense (m. 1989).
- 1909
  - Affonso Eduardo Reidy, arquiteto brasileiro (m. 1964).
  - Dante Quinterno, autor argentino de histórias em quadrinhos (m. 2003).
- 1911
  - Shiing-Shen Chern, matemático chinês (m. 2004).
  - Mahalia Jackson, cantora estadunidense (m. 1972).
  - Maurice Perrin, ciclista francês (m. 1992).
- 1912 — Don Siegel, diretor de cinema estadunidense (m. 1991).
- 1913 — Jean Capelle, futebolista belga (m. 1977).
- 1914
  - Jackie Coogan, ator estadunidense (m. 1984).
  - Adriaan de Groot, enxadrista e psicólogo neerlandês (m. 2006).
- 1915
  - Joe Fry, automobilista britânico (m. 1950).
  - Ray Crawford, automobilista norte-americano (m. 1996).
- 1916 — François Mitterrand, político francês (m. 1996).
- 1917 — Virgílio Teixeira, ator português (m. 2010).
- 1919
  - Mohammad Reza Pahlavi, xá do Irã (m. 1980).
  - Ashraf Pahlavi, princesa iraniana (m. 2016).
- 1922 — Darcy Ribeiro, antropólogo, político e escritor brasileiro (m. 1997).
- 1923 — Bülent Eken, futebolista e treinador de futebol turco (m. 2016).
- 1926 — Bernhard Klodt, futebolista alemão (m. 1996).
- 1928 — Gertrude Liebhart, canoísta austríaca (m. 2008).
- 1929 — Salomão Ésper, jornalista brasileiro.
- 1930
  - Nélia Paula, atriz e comediante brasileira (m. 2002).
  - Walter Feit, matemático austríaco (m. 2004).
- 1932
  - Lajos Csordás, futebolista húngaro (m. 1968).
  - Anthony Beilenson, político estadunidense (m. 2017).
  - Manfred Max-Neef, economista chileno (m. 2019).
- 1933
  - Crescencio Gutiérrez, ex-futebolista mexicano.
  - Raúl Sánchez, futebolista chileno (m. 2016).
- 1934 — Hans-Joachim Roedelius, tecladista e produtor musical alemão.
- 1936
  - Shelley Morrison, atriz estadunidense (m. 2019).
  - Peter Raymond Grant, biólogo e zoólogo britânico.
- 1938 — Richard Goldstone, jurista sul-africano.
- 1939
  - Renee Schuurman, tenista sul-africana (m. 2001).
  - Karel Schoeman, escritor sul-africano (m. 2017).
- 1940 — Ernesto Cisneros, ex-futebolista mexicano.
- 1942
  - Bob Hoskins, ator britânico (m. 2014).
  - Milton Nascimento, cantor e compositor brasileiro.
  - Anecy Rocha, atriz brasileira (m. 1977).
  - Jonathan Williams, automobilista anglo-egípcio (m. 2014).
  - Vladimir Yermoshin, político bielorrusso.
- 1943 — Dobrivoje Trivić, futebolista sérvio (m. 2013).
- 1945 — Jaclyn Smith, atriz estadunidense.
- 1946
  - Belchior, cantor e compositor brasileiro (m. 2017).
  - Moraezinho, cantor, compositor e trovador de música nativista brasileiro (m. 2015).
- 1947
  - Hillary Clinton, política estadunidense.
  - Ian Ashley, ex-automobilista britânico.
- 1948 — Heinrich Strasser, ex-futebolista austríaco.
- 1949
  - Zoran Slavnić, ex-jogador de basquete sérvio.
  - Kevin Sullivan, lutador profissiona norte-americano (m. 2024).

#### 1951—2000
- 1951 — Bootsy Collins, baixista, cantor e compositor norte-americano
- 1952
  - Rosalba Ciarlini, política brasileira.
  - Rondi Reed, atriz e cantora norte-americana.
- 1954
  - Vasilis Chatzipanagis, ex-futebolista greco-uzbeque.
  - Carlos Agostinho do Rosário, economista e político moçambicano.
  - James Pickens Jr., ator estadunidense.
- 1955
  - Baltasar Garzón, jurista espanhol.
  - Jan Hoffmann, ex-patinador artístico alemão.
  - Evaristo Isasi, ex-futebolista paraguaio.
  - Roberto Rojas, futebolista peruano (m. 1991).
- 1956 — Rita Wilson, atriz estadunidense.
- 1957 — Hugh Dallas, ex-árbitro de futebol britânico.
- 1958
  - Lala Deheinzelin, ex-atriz brasileira.
  - Walter Junghans, ex-futebolista alemão.
  - Zileide Silva, jornalista brasileira.
- 1959
  - Evo Morales, político boliviano.
  - François Chau, ator cambojano.
  - Jaime Abram Lerner, cineasta e escritor brasileiro.
- 1960
  - Takashi Sekizuka, ex-futebolista e treinador de futebol japonês.
  - Patrick Breen, ator, roteirista e dramaturgo norte-americano.
- 1961
  - Dylan McDermott, ator estadunidense.
  - Uhuru Kenyatta, político queniano.
  - Abel Rocha, maestro brasileiro.
- 1962 — Cary Elwes, ator britânico.
- 1963
  - Natalie Merchant, cantora e pianista estadunidense.
  - Craig Shakespeare, futebolista e treinador de futebol britânico (m. 2024).
  - Tom Cavanagh, ator canadense.
  - José Zalazar, ex-futebolista uruguaio.
- 1964
  - Irving São Paulo, ator brasileiro (m. 2006).
  - Rebecca de Alba, apresentadora de televisão mexicana.
- 1965
  - Kelly Rowan, atriz canadense.
  - Aaron Kwok, ator, dançarino e cantor chinês.
- 1966
  - Steve Valentine, ator britânico.
  - Marcela Muniz, atriz brasileira.
  - Zlatko Dalić, ex-futebolista e treinador de futebol croata.
- 1967
  - Keith Urban, compositor e músico neozelandês.
  - Quentin Meillassoux, filósofo francês.
- 1968 — Robert Jarni, ex-futebolista croata.
- 1969 — Kirsty Hawkshaw, cantora, compositora e produtora musical britânica.
- 1970
  - Carlos Amarilla, ex-árbitro de futebol paraguaio.
  - Satu Mäkelä-Nummela, atiradora esportiva finlandesa.
  - Lisa Ryder, atriz canadense.
- 1971
  - Anthony Rapp, ator e cantor estadunidense.
  - Rosemarie DeWitt, atriz estadunidense.
  - Brendan Augustine, ex-futebolista sul-africano.
- 1972 — Daniel Elena, automobilista monegasco.
- 1973 — Seth MacFarlane, roteirista, dublador, produtor cinematográfico e cantor estadunidense.
- 1974
  - János Hrutka, ex-futebolista húngaro.
  - Marcus Ljungqvist, ex-ciclista sueco.
- 1975 — Laurenţiu Roşu, ex-futebolista romeno.
- 1976 — Florence Kasumba, atriz ugandesa-alemã.
- 1977
  - Fabiana Alvarez, atriz brasileira.
  - Louis Crayton, ex-futebolista liberiano.
  - Caito Mainier, ator, escritor e comediante brasileiro.
  - Oleg Iachtchouk, ex-futebolista ucraniano.
- 1978 — CM Punk, wrestler estadunidense.
- 1979 — Jordan Kerr, ex-tenista australiano.
- 1980
  - Cristian Chivu, ex-futebolista romeno.
  - Khalid Abdalla, ator britânico.
- 1981 — Guy Sebastian, cantor australiano.
- 1982
  - Adam Carroll, automobilista britânico.
- 1983
  - Dmitriy Sychev, ex-futebolista russo.
  - Paul Martens, ex-ciclista alemão.
- 1984
  - Adriano Correia, ex-futebolista brasileiro.
  - Sasha Cohen, patinadora artística estadunidense.
  - Jefferson Farfán, ex-futebolista peruano.
  - Rafael dos Anjos, lutador brasileiro de artes marciais mistas.
  - Jan-Michael Williams, ex-futebolista trinitário.
- 1985
  - Kafoumba Coulibaly, ex-futebolista marfinense.
  - Damir Miranda, futebolista boliviano.
- 1986
  - Marco Rubén, ex-futebolista argentino.
  - Erik Jendrišek, futebolista eslovaco.
  - René Rast, automobilista alemão.
  - Aidis Kruopis, ex-ciclista lituano.
- 1987
  - José Luis Fernández, futebolista argentino.
  - Ana Tiemi, jogadora de vôlei brasileira.
- 1988 — Christodoulos Kolomvos, jogador de polo aquático grego.
- 1989 — Alaa Murabit, médica líbia-canadense.
- 1990 — Henri Saivet, futebolista senegalês.
- 1991
  - João Mendonza, tenor português.
  - Blas Cantó, cantor e compositor espanhol.
  - Evan Gershkovich, jornalista norte-americano.
- 1992 — Bruno Melo, futebolista brasileiro.
- 1993
  - Sergey Karasev, jogador de basquete russo.
  - Dimitris Pelkas, futebolista grego.
- 1994
  - Nilson Loyola, futebolista peruano.
  - Daria Shmeleva, ciclista russa.
  - Allie DeBerry, atriz estadunidense.
  - Josip Rumac, ciclista croata.
- 1995 — Jean Paulo Fernandes Filho, futebolista brasileiro.
- 1996
  - Danilo Pantić, futebolista croata.
  - Quentin Halys, tenista francês.
- 1997 — Rhenzy Feliz, ator norte-americano.
- 1999 — Sarai Linder, futebolista alemã.
- 2000 — Jenson Brooksby, tenista norte-americano.

### Século XXI
- 2001 — Carson Foster, nadador estadunidense.
- 2002 — Julian Dennison, ator neozelandês.

- 2006 — Tuukka Taponen, automobilista finlandês.

## Mortes

### Anterior ao século XIX
- 0899 — Alfredo de Wessex (n. 849).
- 1717 — Catherine Sedley, Condessa de Dorchester, nobre inglesa (n. 1657.
- 1764 — William Hogarth, pintor britânico (n. 1697).
- 1787 — António Lobo de Carvalho, poeta satírico português (n. 1730).

### Século XIX
- 1804 — Charles Bannister, ator, comediante e cantor britânico (n. 1738).
- 1835 — Charlotte MacDonnell, 3.ª Condessa de Antrim (n. 1779).
- 1852 — Vincenzo Gioberti, filósofo e político italiano (n. 1801).
- 1879 — Andreas Aagesen, jurista dinamarquês (n. 1826).

### Século XX
- 1909
  - Ito Hirobumi, político japonês (n. 1841).
  - Oliver Otis Howard, oficial estadunidense (n. 1830)
- 1931 — Charles Comiskey, beisebolista estadunidense (n. 1859).
- 1933 — José Malhoa, pintor português (n. 1855).
- 1945 — Alexei Krylov, engenheiro naval russo (n. 1863).
- 1946 — Ioánnis Rállis, político grego (n. 1878).
- 1952 — Hattie McDaniel, atriz e cantora estadunidense (n. 1895).
- 1957
  - Gerty Cori, bioquímica estadunidense (n. 1896).
  - Níkos Kazantzákis, filósofo, escritor e dramaturgo grego (n. 1883).
- 1962 — Louise Beavers, atriz estadunidense (n. 1900).
- 1976 — Di Cavalcanti, pintor brasileiro (n. 1897).
- 1980 — Marcello Caetano, político português (n. 1906).
- 1987 — Edith Luckett Davis, atriz americana (n. 1888).
- 1989 — Charles J. Pedersen, químico estadunidense (n. 1904).
- 1991 — Henry Wilson Allen, escritor e roteirista americano (n. 1912).
- 1993 — Tião Macalé, humorista brasileiro (n. 1926).
- 1997 — Hélio Beltrão, político brasileiro (n. 1916).
- 1998
  - José Cardoso Pires, escritor português (n. 1925).
  - Ofélia Anunciato, culinarista e cozinheira brasileira (n. 1924).
- 1999 — Hoyt Axton, cantor americano (n. 1938).
- 2000 — Laila Kinnunen, cantora finlandesa (n. 1939).

### Século XXI
- 2003 — Leonid Filatov, ator russo (n. 1946).
- 2006 — Rogério Duprat, maestro brasileiro (n. 1932).
- 2007 — Arthur Kornberg, bioquímico estadunidense (n. 1918).
- 2010 — Romeu Tuma, político brasileiro (n. 1931).
- 2011 — Jona Senilagakali, físico e político fijiano (n. 1929).
- 2014 — Senzo Meyiwa, futebolista sul-africano (n. 1987).
- 2018 — João W. Nery, psicólogo e escritor brasileiro (n. 1950).
- 2021 — Gilberto Braga, autor de novelas brasileiro (n. 1945).

## Feriados e eventos cíclicos

### Internacional
- Dia da Visibilidade Intersexo

### Brasil
- Aniversário de Quatiguá, Paraná
- Aniversário de Igarapé-Açu, Pará
- Dia do Trabalhador da Construção Civil
- Dia do Matemático
- Dia nacional pelo passe livre, Brasil
- Dia de Santo Evaristo, papa do século I
- Dia Nacional da Áustria
- Dia da Cruz Vermelha

### Cristianismo
- Alfredo de Wessex
- Cuteberto da Cantuária
- Demétrio de Tessalônica
- José Gregorio Hernández
- Papa Evaristo
- Philipp Nicolai
- Rústico de Narbona

## Outros calendários
- No calendário romano era o 7.º dia (VII) antes das calendas de novembro.
- No calendário litúrgico tem a letra dominical E para o dia da semana.
- No calendário gregoriano a epacta do dia é xxvii.